# Extremadura-Grupo Gallardo
Extremadura-Grupo Gallardo is een Spaanse wielerploeg. De ploeg komt uit in de continentale circuits van de UCI; en dan voornamelijk de UCI Europe Tour.